# Знак
Знак — это материально выраженная замена предметов, явлений, понятий в процессе обмена информацией в коллективе.

Знак, принятый в армиях стран НАТО для обозначения «Отделение».

Знак — соглашение (явное или неявное) о приписывании чему-либо какого-либо определённого смысла, значения.
Знаком также называют конкретный случай использования такого соглашения для передачи информации. Знак может быть составным, то есть состоять из нескольких других знаков.
Цифры являются знаками чисел. Буквы являются знаками звуков и, вместе со словами, являются знаками человеческого языка.[прояснить]
Ю. М. Лотман утверждает, что знаки делятся на две группы: условные и изобразительные.
- Условный — знак, в котором связь между выражением и содержанием внутренне не мотивирована. Самый распространённый условный знак — слово[1].
- Изобразительный или иконический — знак, в котором значение имеет естественно ему присущее выражение. Самый распространённый изобразительный знак — рисунок[1].

Наука о знаковых системах называется семиотикой. Явление возникновения знаковой реальности называется семиотизацией.

## Влогикеисемантике

Семантический треугольник.

Знаком называется материальный объект, который для некоторого интерпретатора выступает в качестве представителя какого-то другого предмета.
- Значение знака (экстенсионал) — предмет, представляемый (репрезентируемый) данным знаком.
- Смысл знака (интенсионал) — информация о репрезентируемом предмете, которую содержит сам знак или которая связывается с этим знаком в процессе общения или познания.

Взаимосвязь этих характеристик можно графически представить в виде семантического треугольника.

## Визуальный знак
- Знак отличия нагрудной;

в юриспруденции
В Российской империи при Александре II были утверждены знаки для судебного ведомства, в том числе и для адвокатов.
в военном деле
- Знак офицерский (офицерский знак);
- Знаки отличия на головные уборы;
- Знаки различия;
- Знак ранения;
- Посадочный знак;
- Опознавательные знаки военно-воздушных сил.

## Вполиграфии
- Книжный знак
- Условные знаки (картография)[2]

## Вматематикеипрограммировании
- Знак числа — признак, свойственный всем действительным числам, кроме нуля, и показывающий их принадлежность к подмножеству положительных или отрицательных чисел. Положительным числам соответствует знак плюс («+»), отрицательным — минус («−»). Знак принято записывать перед числом либо опускать. В последнем случае подразумевается знак плюс. Знак также может быть присвоен бесконечно удалённой точке расширенной числовой оси. Не следует путать знак числа с математическими операциями унарный плюс и унарный минус, которые применимы не только к положительным и отрицательным числам, но и к нулю, комплексным числам и ряду других математических объектов, не являющихся числами.
- Функция «сигнум» («знак») — формальный инструмент для индикации знака числа. Иногда обобщается на случай комплексных чисел.
- Все печатные и непечатные знаки хранятся в переменных символьного типа данных.
- Lisp — язык символьной обработки.

## Дорожные знаки
Используются в правилах дорожного движения

## Вписьменности
Иероглифы, буквы

## Впсихологии
Знак в теории Л. С. Выготского как опосредование психической функции приводит к её усложнению и развитию.

## Вискусстве
На основе деления знаков на условные и изобразительные, можно выделить две разновидности искусств: изобразительные и словесные.
Одной из парадоксальных тенденций изобразительного искусства является его тяготение к повествованию, свойственному словесным искусствам.

### В литературе
Литература — словесное искусство, стремящееся из материала условных знаков создать словесный образ, имеющий явную иконическую природу и являющийся знаком изобразительным.

### В дизайне
Знак в дизайне — изобразительная часть логотипа, как правило, включающего также название (письменную — буквенную или иероглифическую — часть, часто также художественно оформленную) маркируемого товара, услуги, организации, мероприятия или персоны. Знак призван закрепить у адресата ассоциацию с маркируемым объектом или его владельцем и служит для различения однотипных объектов в информационном поле адресата (например, на рынке соответствующих товаров). Вместе с именем и логотипом знак составляет основу фирменного стиля (ID, идентичности, айдентики) маркируемого объекта.
Будучи зарегистрирован в патентном ведомстве, знак или логотип получает статус изобразительного или комбинированного товарного знака (знака обслуживания). В этом случае знак может быть снабжён предупредительной маркировкой — индексом ® (registered). Знак, находящийся в процессе регистрации, может быть маркирован индексом ™ (trade mark, торговая марка).